# آفرینش بین دو سطح
آفرینش بین دو سطح دومین فیلم سینمایی حسین رجبیان فیلمساز مستقل ایرانی می‌باشد که همچون فیلم اولش مثلث واژگون توسط وی به صورت دیجیتال سینما _در فضای تصویری رنگی_ فیلمبرداری، نویسندگی و کارگردانی شده‌است. این فیلم پس از آزادی مشروط حسین رجبیان از زندان در سال ۱۳۹۷ درست زمانی که وی در ممنوعیت کامل هنری به سر می‌برد تولید شد. فیلمنامه این فیلم توسط حسین رجبیان در دوران محکومیتش به عنوان زندانی سیاسی در زندان اوین نوشته شده و تاکنون در هیچ جا به نمایش عمومی در نیامده است.

## نگارخانه

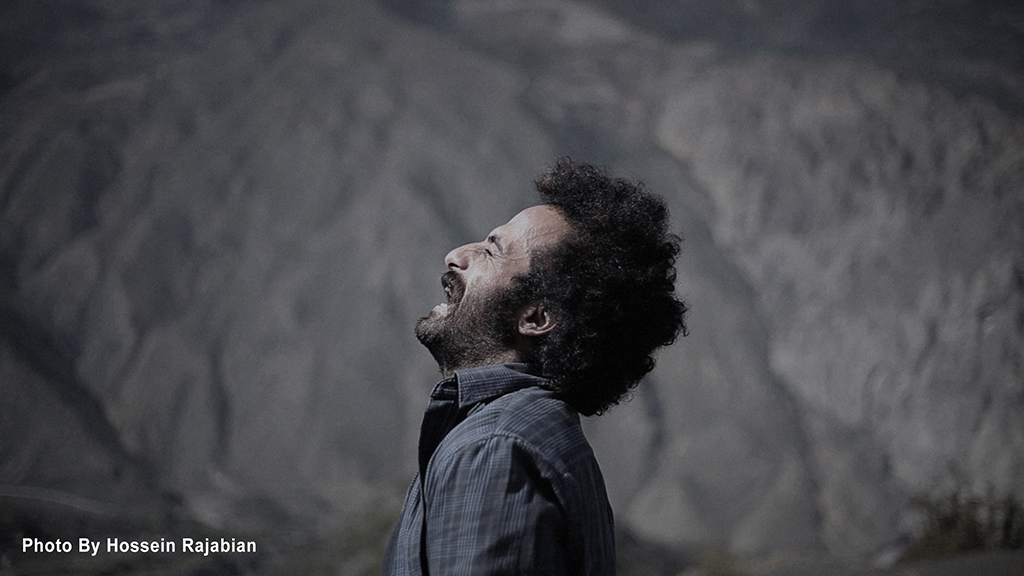
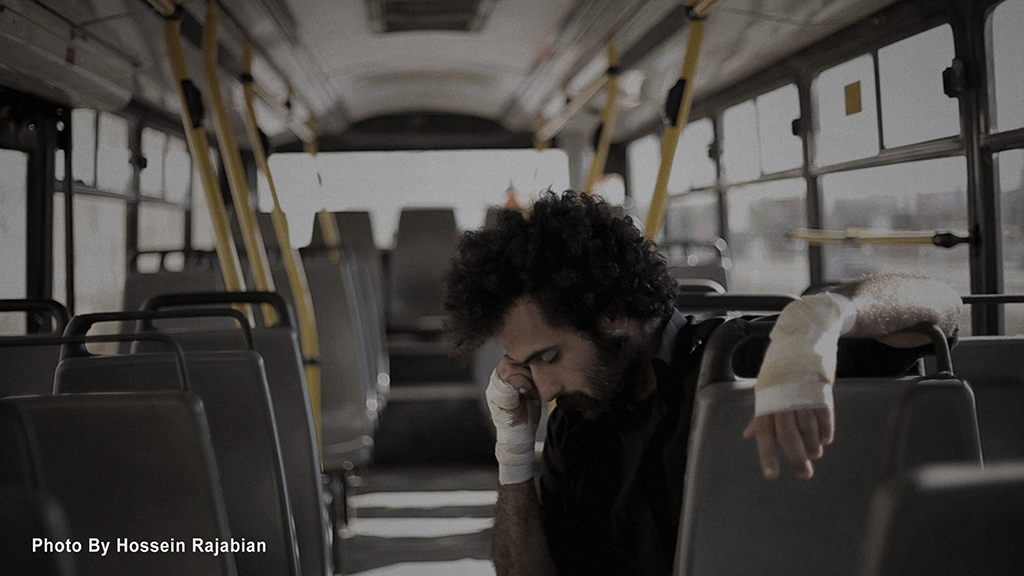
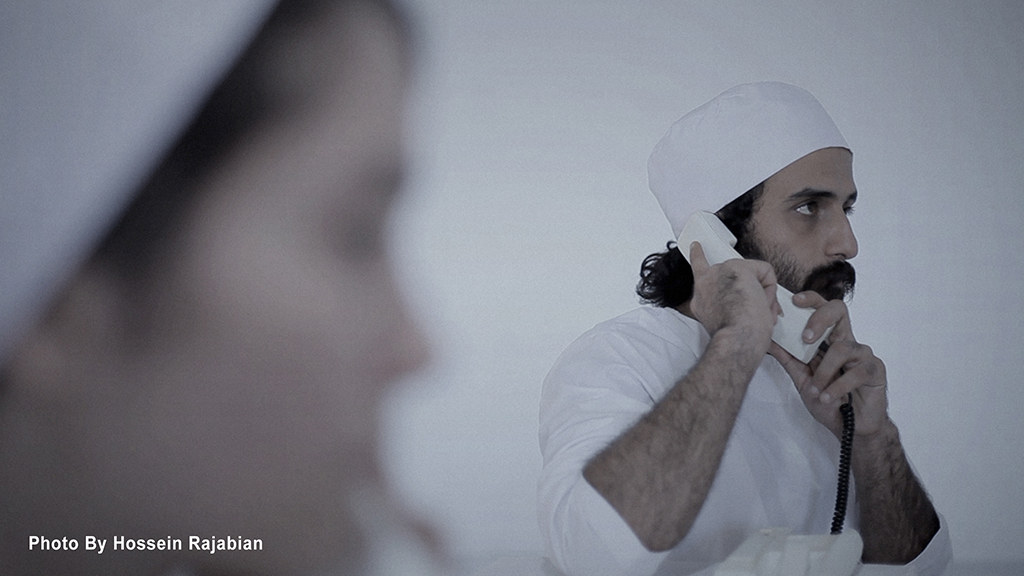
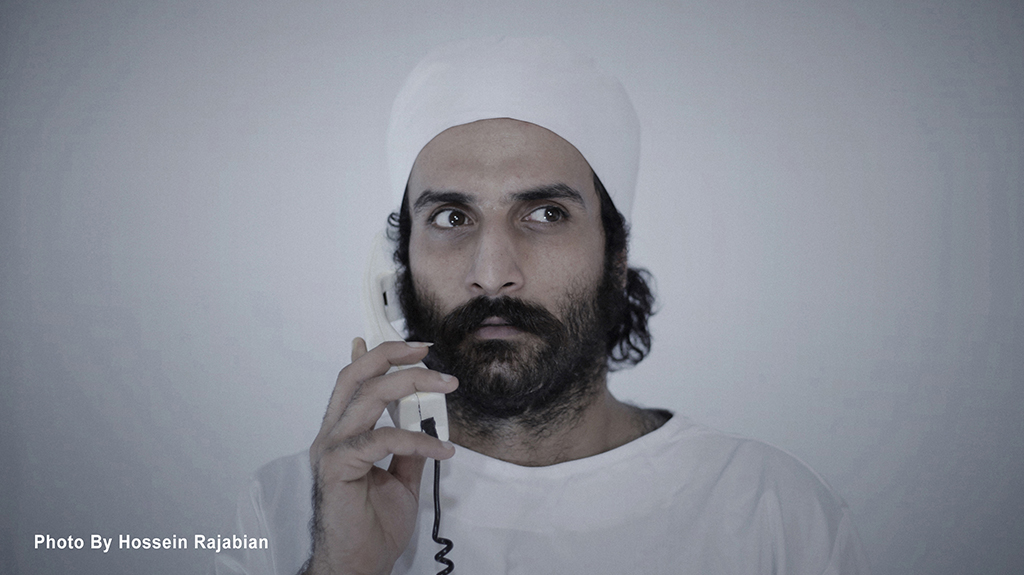
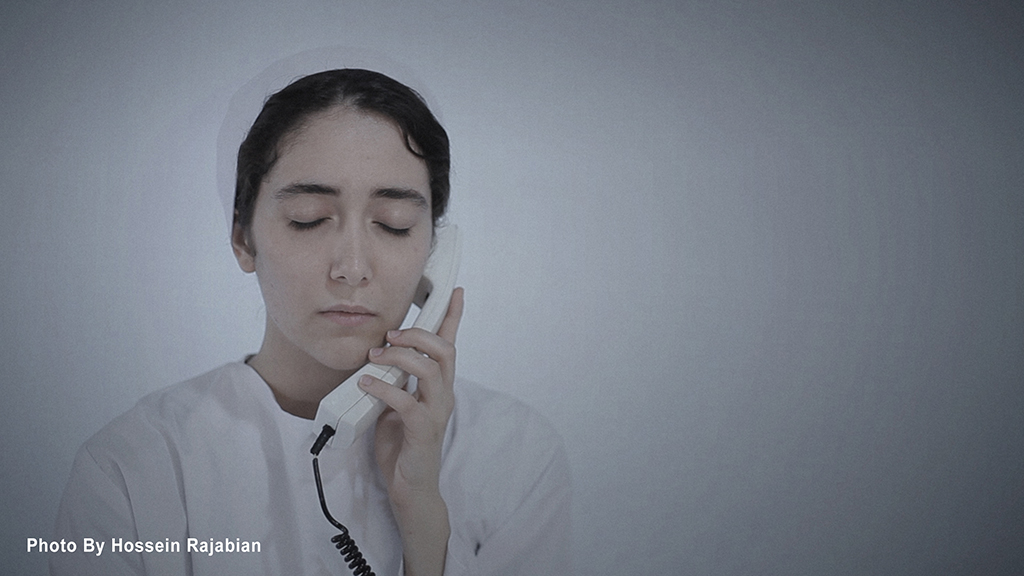
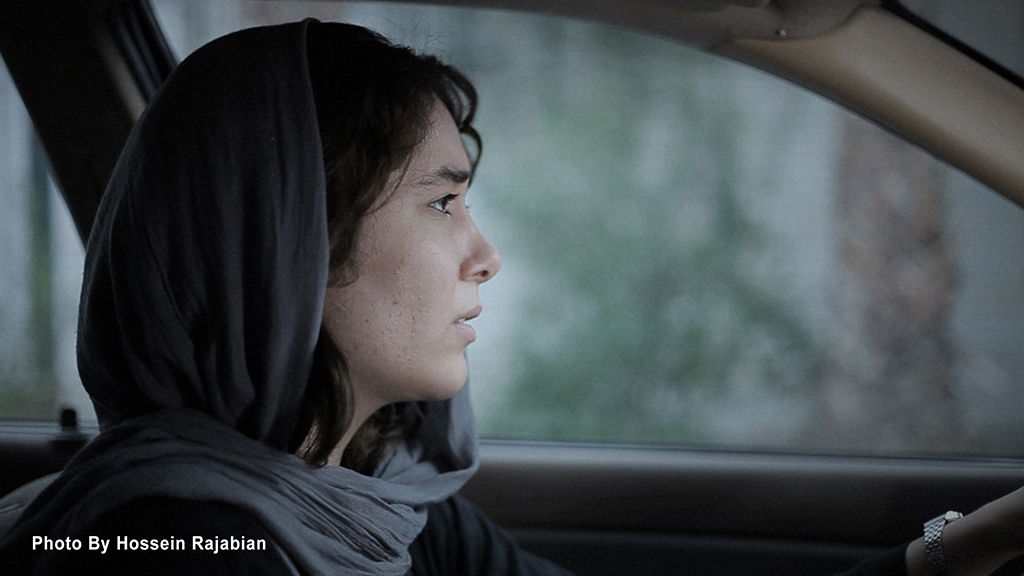
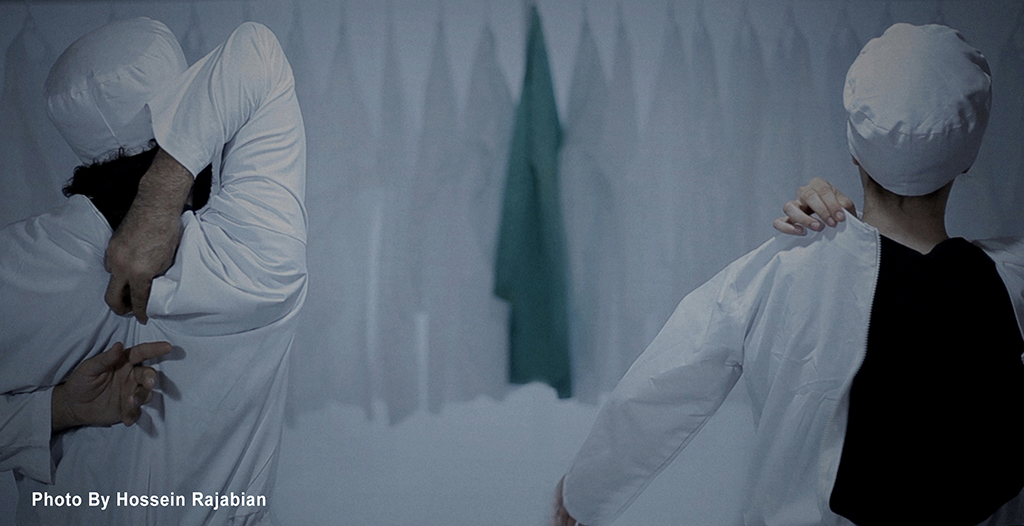
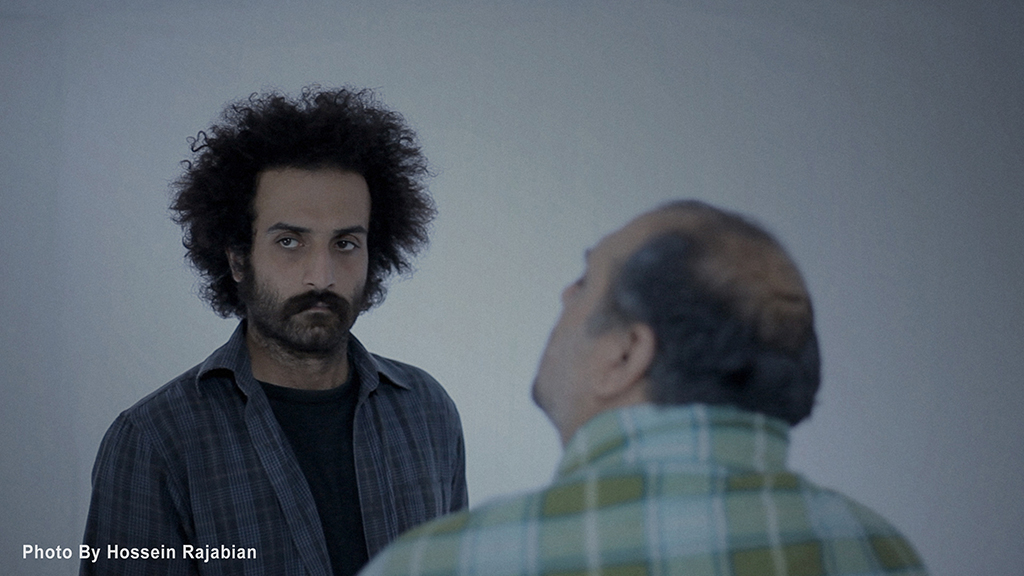
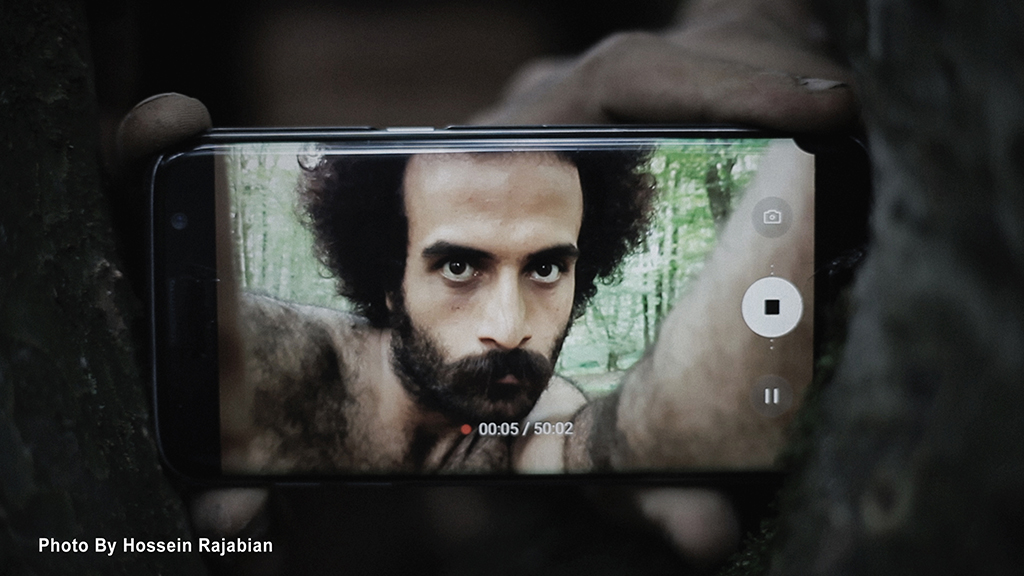
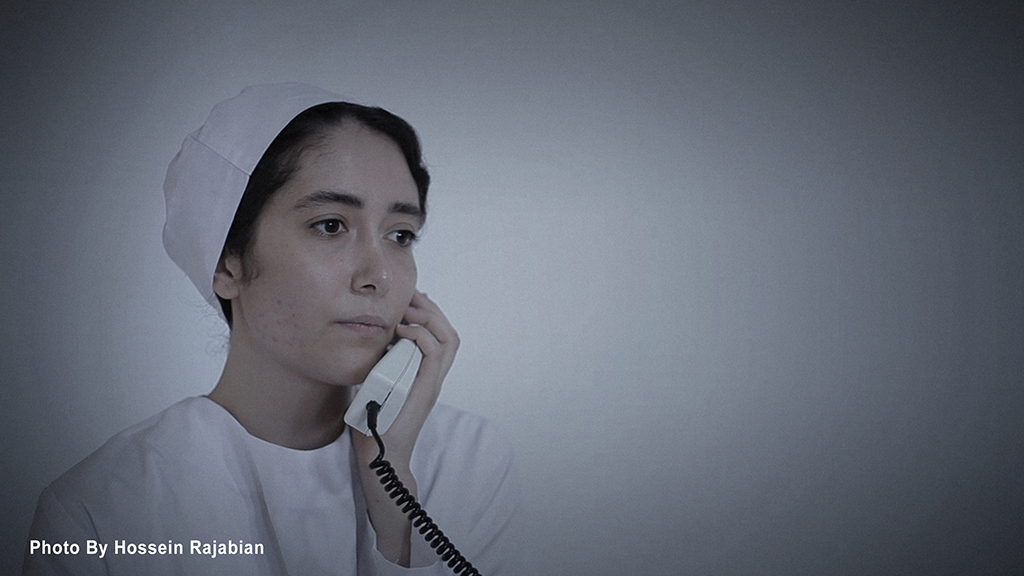
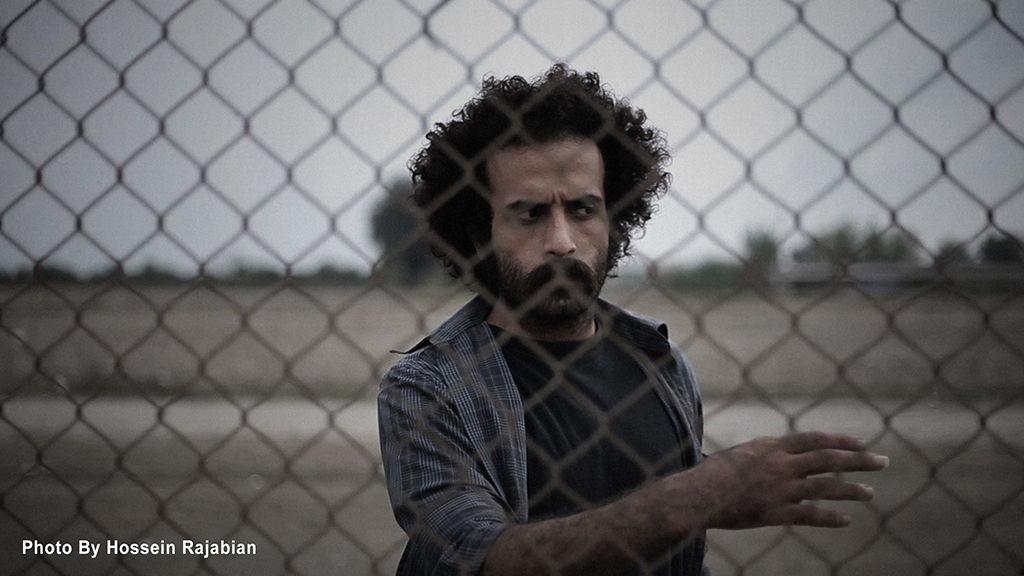
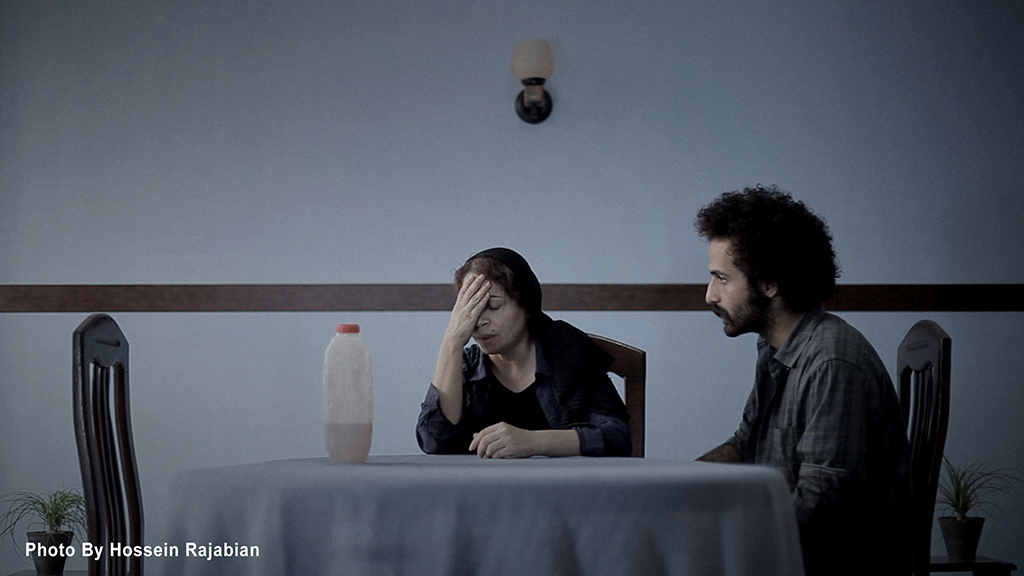
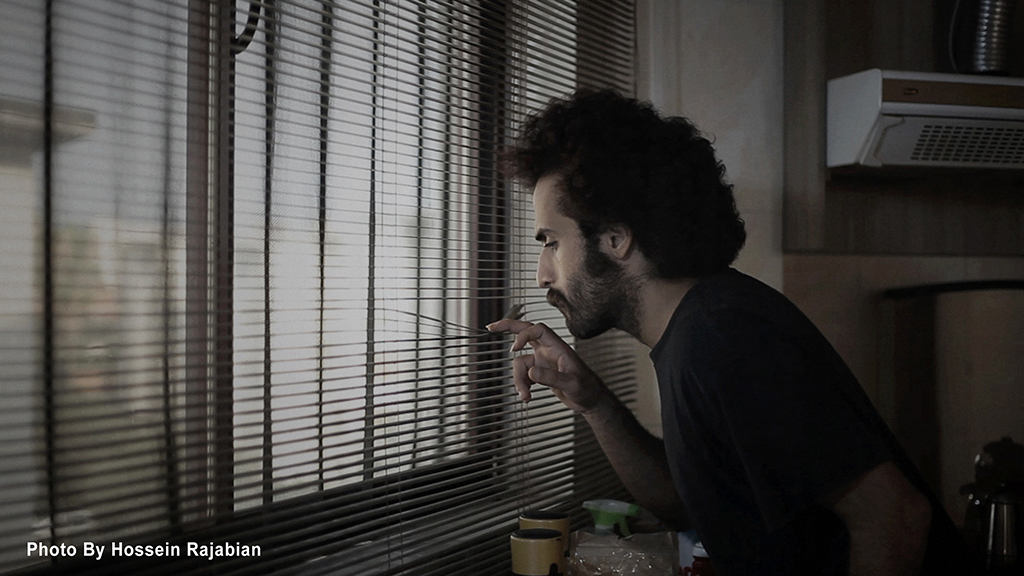
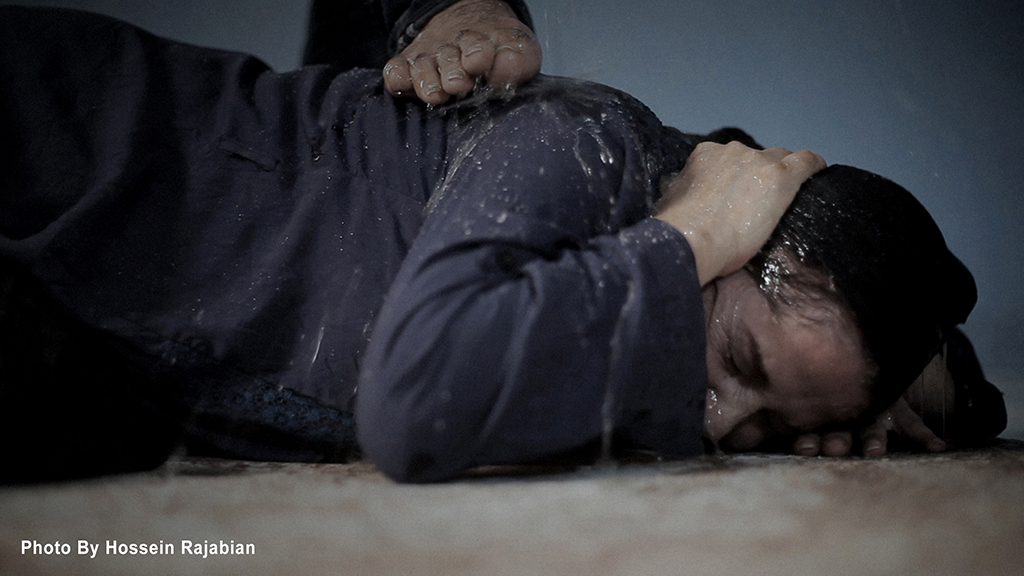
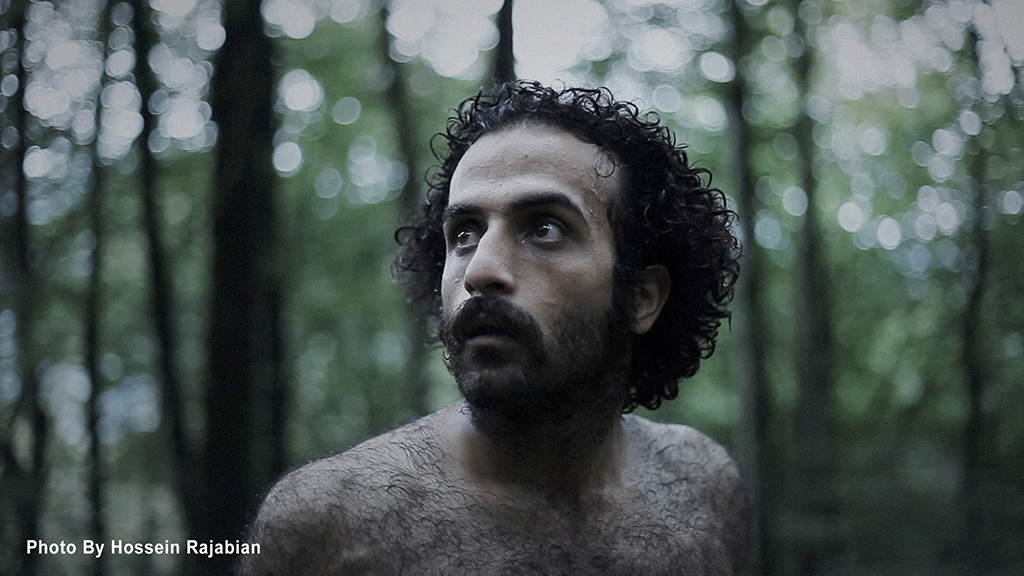
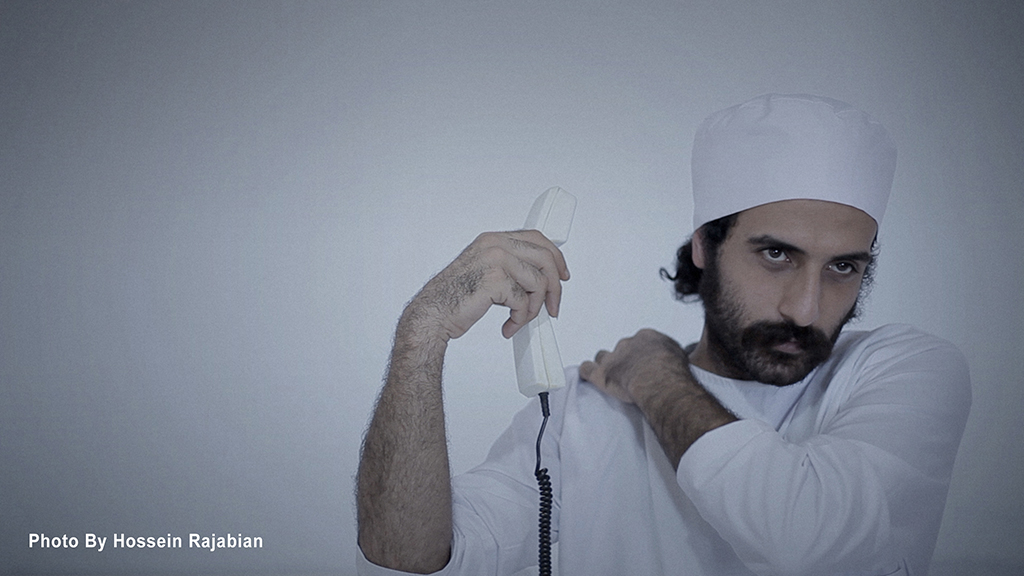
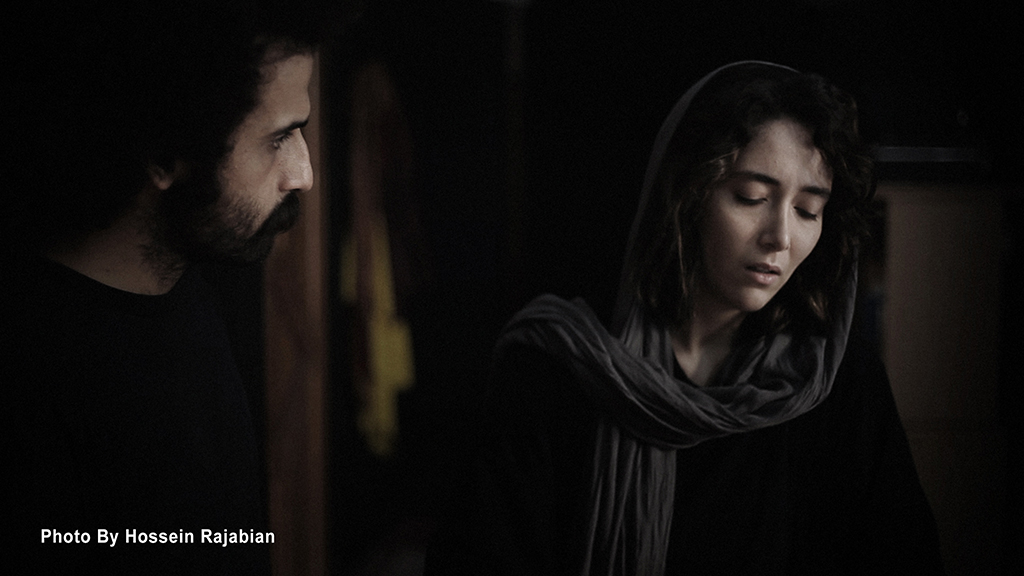
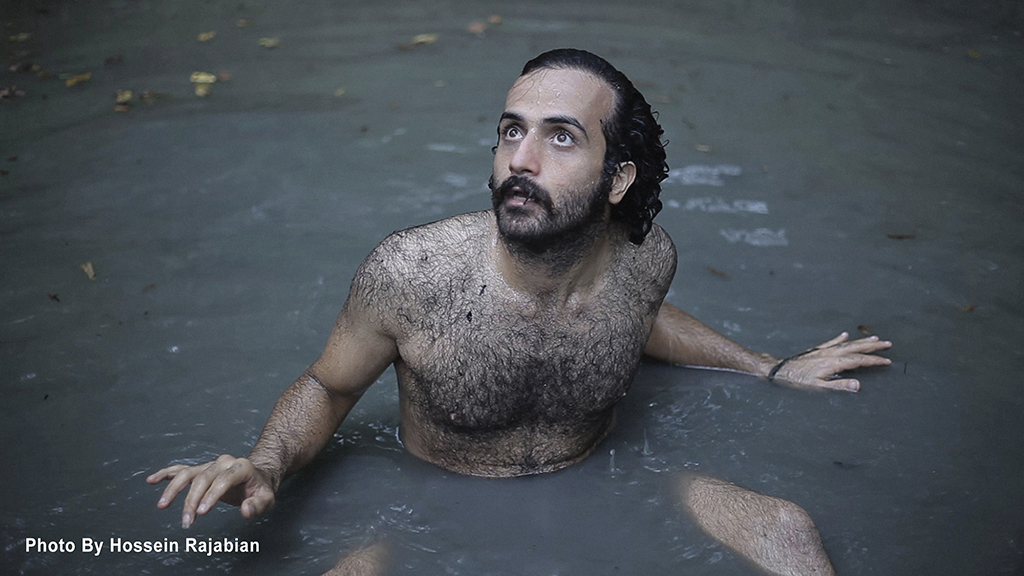
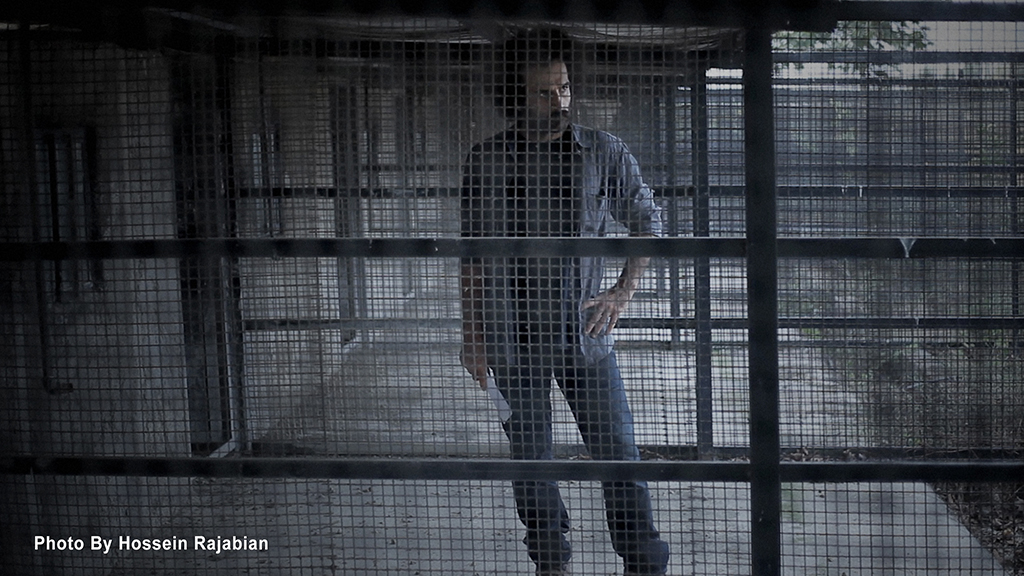
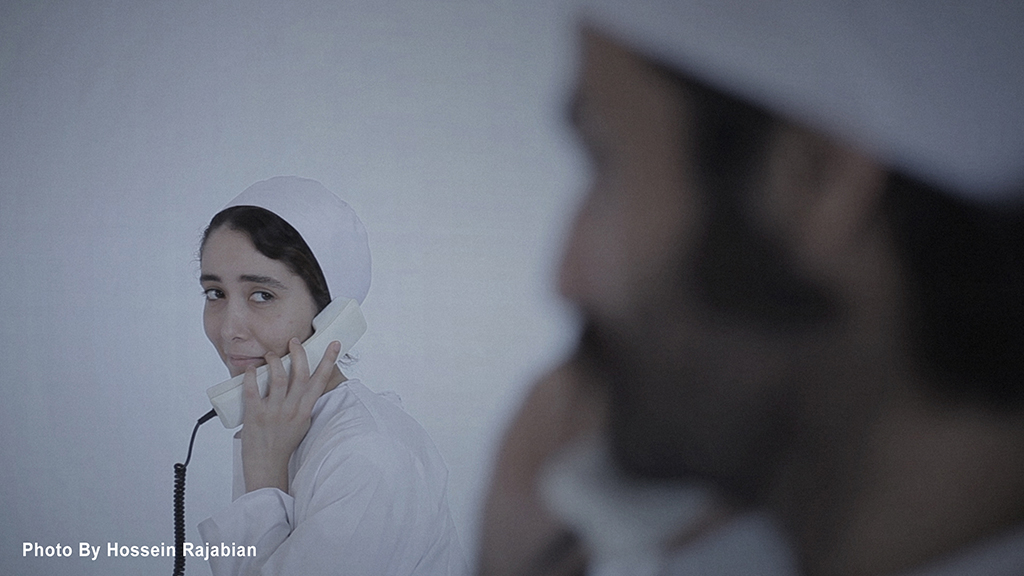
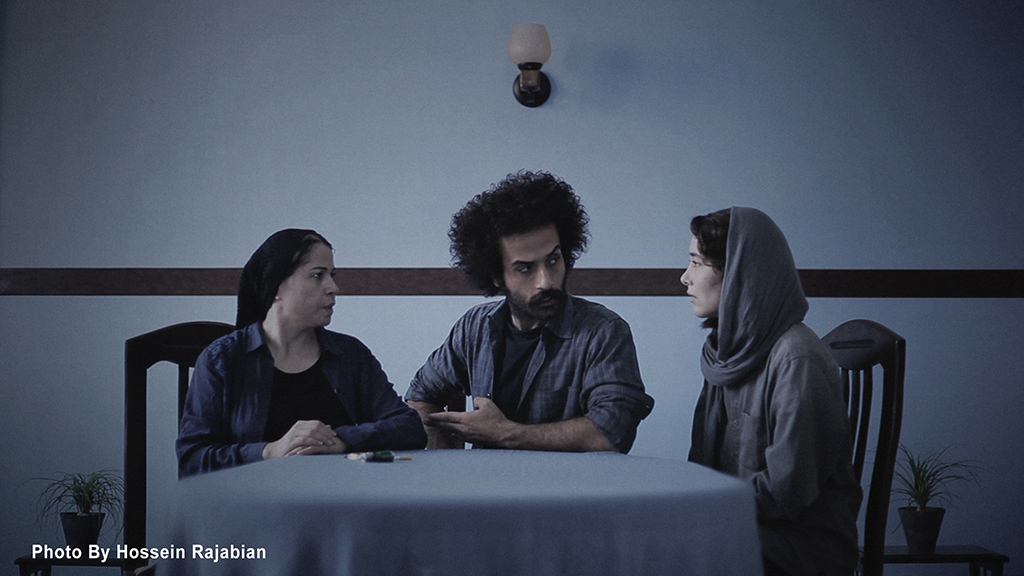
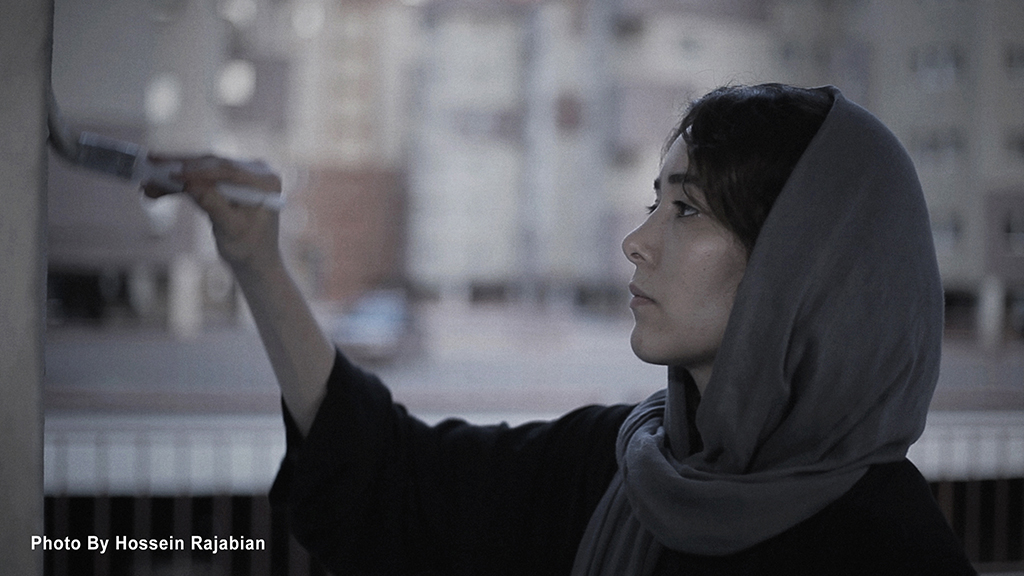
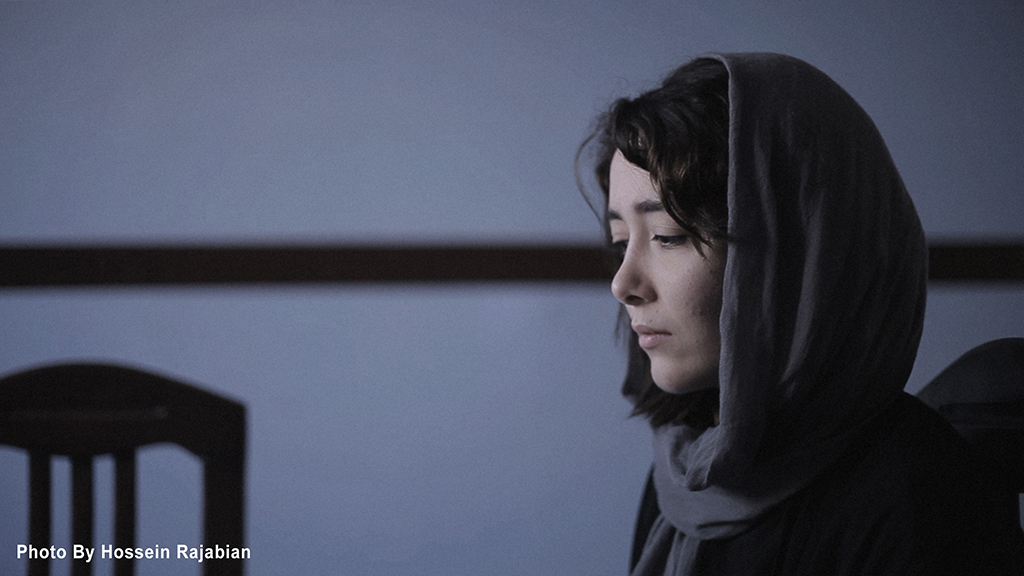
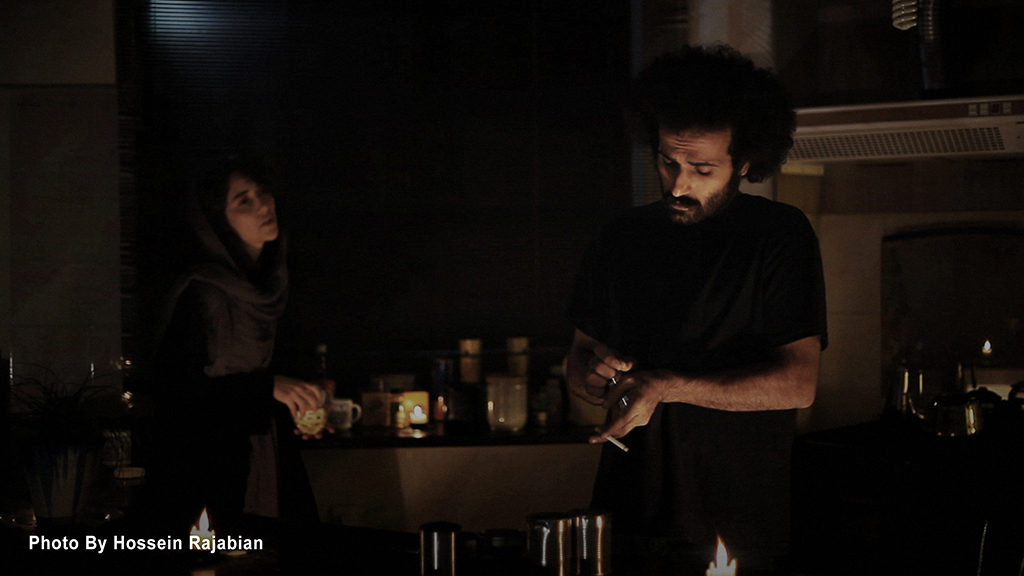
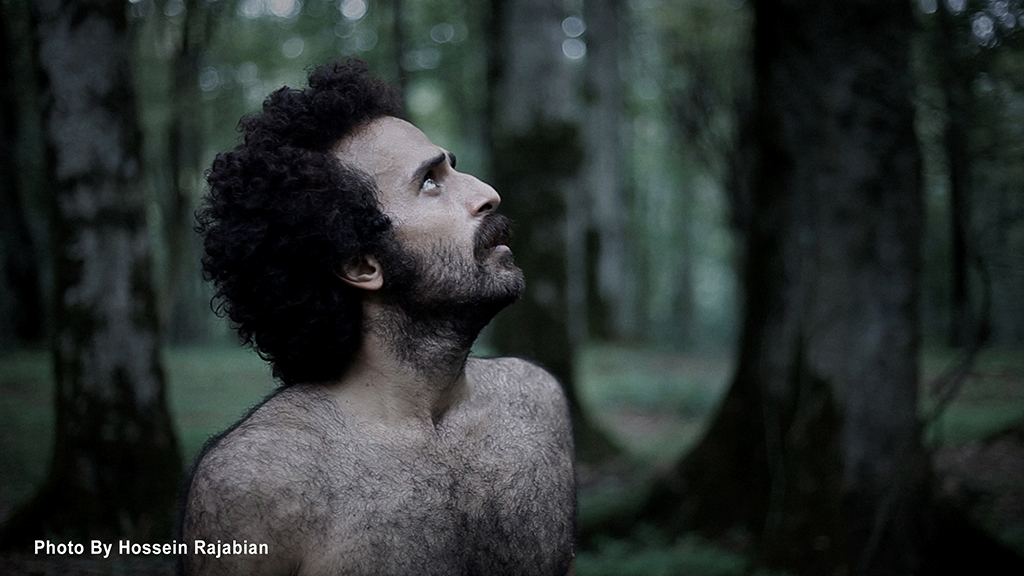
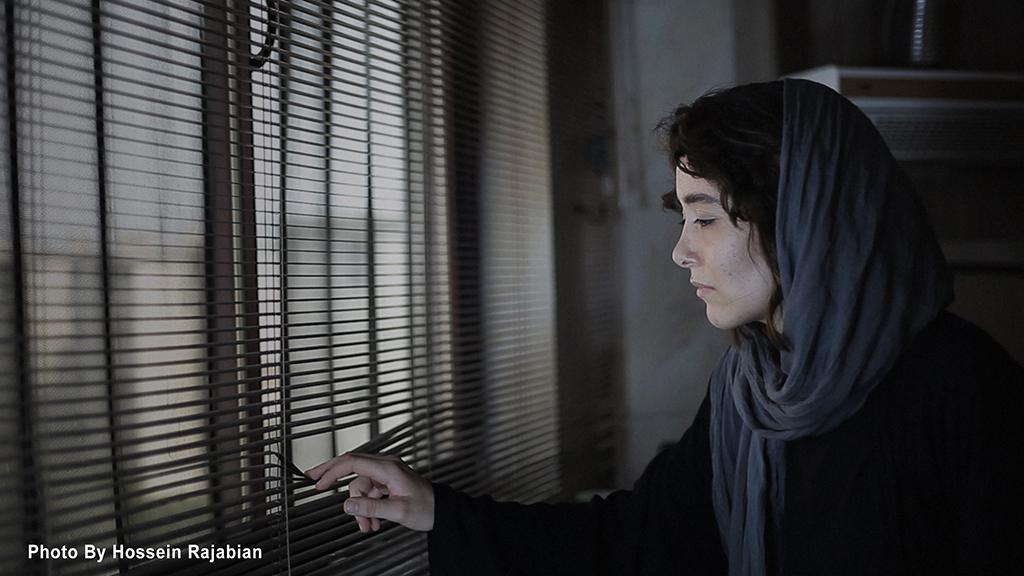
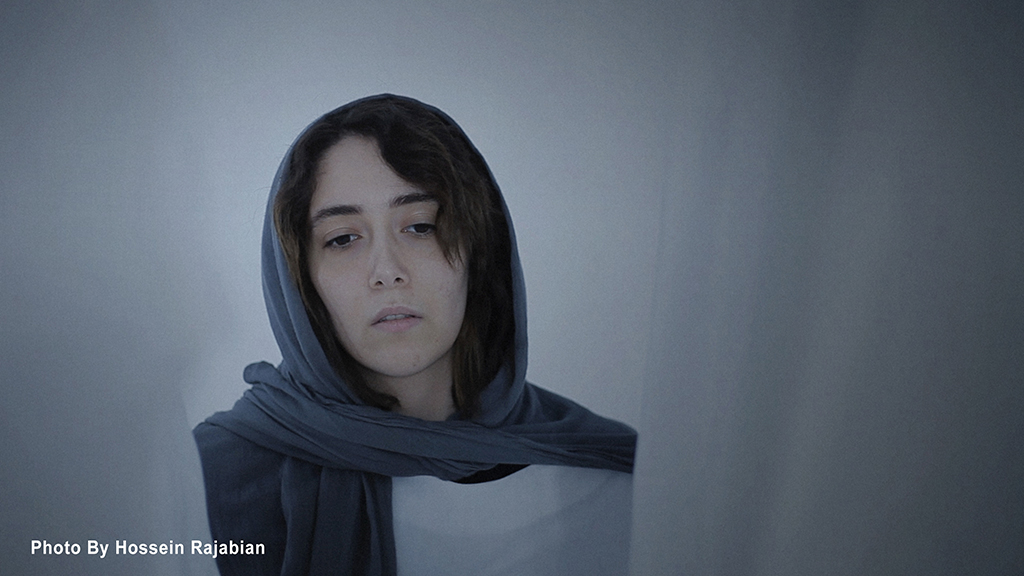
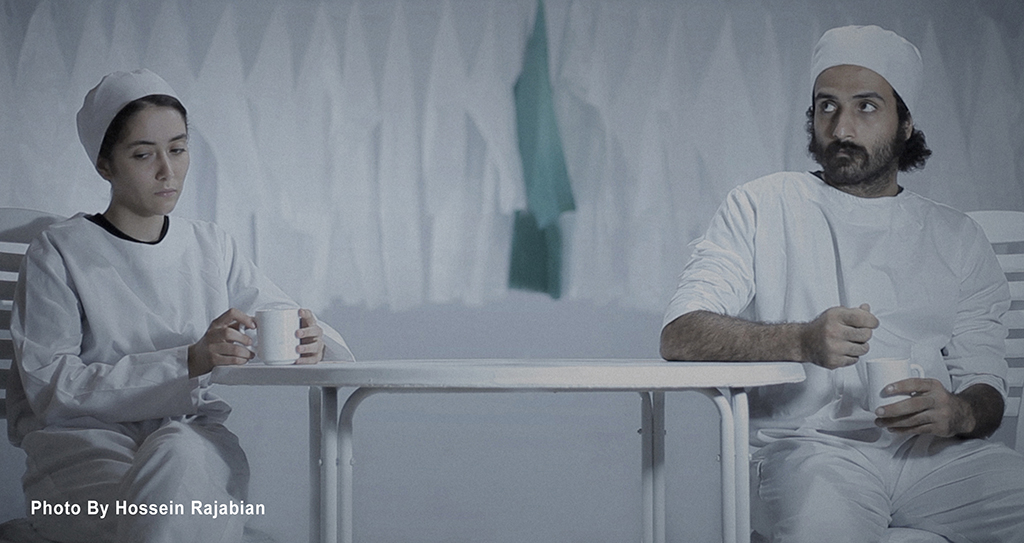
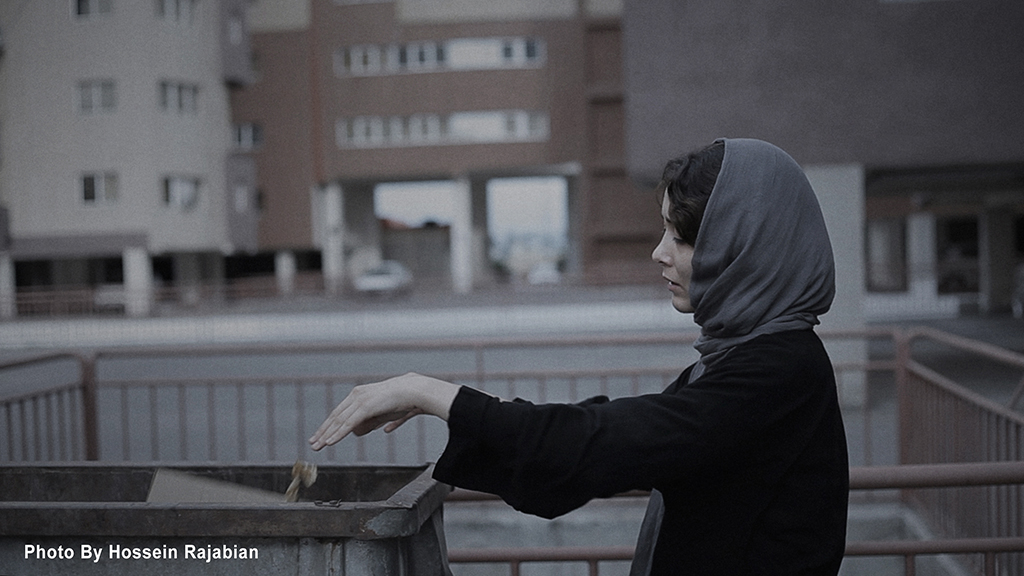

## خلاصه داستان
فیلم دربارهٔ مردی است که در آستانه رفتن به تیمارستان زندگی اش تغییر می‌کند. آفرینش بین دو سطح روایت بسیار متفاوت از زندگی یک زوج میباشد. این زوج وضعیت مالی مناسبی ندارند به گونه ای که هم درگیر اجاره عقب افتاده خانه خود هستند و هم مرد سگی را که به امانت دستش بوده است گم کرده است. پدر پسر در تیمارستان بستری میباشد و این زوج متوجه میشوند که برای کارهای تحقیقاتی روانشانسی به بیماران پول داده میشود. این دو خود را روانی جا زده و برای بدست آوردن پول خود را وارد تحقیقات میکنند.

## بازیگران
فرناز یزدی         دختر جوان
طاهر بالوئی     پسر جوان
اردشیر تیموری   پدر
رضا عمو زاد
عباس ابوالحسنی

## ممیزی و سانسور
حسین رجبیان پس از فیلم مثلث واژگون و گذراندن دوران محکومیتش در زندان اوین برای ساخت این فیلم هرگز از هیچ نهاد ناظر حکومتی درخواست مجوز ساخت و پخش نکرده‌است.

## انتشار برای اعتراض
این فیلم توسط حسین رجبیان در راستای اعتراض مردمی ایران که از آبان ۱۳۹۸ به اوج خود رسید و همچنین پس از سانحه پرواز شماره ۷۵۲ هواپیمایی بین‌المللی اوکراین، برای مبارزه با سانسور و اعتراض به وضعیت عمومی کشور و همراهی و همدلی با مردم معترض و بازماندگان سانحه هوایی بر طبق اعلام قبلی سرانجام در بهمن ۱۳۹۸ به‌ صورت کاملاً رایگان در اینترنت منتشر شد.